# Tadeusz Frąckowiak
Tadeusz Frąckowiak (ur. 1946 w Skokach, zm. 19 listopada 2011) – polski pedagog, profesor zwyczajny.

## Życiorys
Ukończył w 1965 Liceum Pedagogiczne w Wągrowcu. Naukę kontynuował na Uniwersytecie im. Adama Mickiewicza w Poznaniu (studia pedagogiczne). Doktoryzował się na tej samej uczelni. Pełnił funkcję kierownika Oddziału Zamiejscowego UAM w Wągrowcu, gdzie również wykładał. Był kierownikiem Zakładu Pedagogiki Społecznej, a wcześniej prodziekanem Wydziału Studiów Edukacyjnych na UAM, jak również członkiem Zespołu Pedagogów Społecznych Komisji Nauk Pedagogicznych PAN.
Pełnił funkcję redaktora naczelnego czasopisma naukowego Próby i Szkice Humanistyczne. Był redaktorem pracy zbiorowej Dziecko. Edukacyjne i pomocowe oferty małych ojczyzn (2005).
Pomimo pracy w Poznaniu zamieszkiwał w Wągrowcu. Pochowany został 23 listopada 2011 na wągrowieckim cmentarzu farnym.